# Mayriella venustula
Mayriella venustula är en myrart som beskrevs av Wheeler 1935. Mayriella venustula ingår i släktet Mayriella och familjen myror. Inga underarter finns listade i Catalogue of Life.